# PSR J1906+0746
PSR J1906+0746 является пульсаром в двойной системе, обнаруженным в 2004 году в созвездии Орла. В этой системе радиопульсар (нейтронная звезда) обращается вокруг общего центра масс с несколько более тяжёлой звездой-компаньоном, которая также является компактной звездой — белым карликом или другой нейтронной звездой. Расстояние между данными звёздами мало — орбитальный период обращения составляет 3,98 часа (0,166 суток). Это второй наименьший среди известных показателей на начало 2015 года. В подобных двойных системах большую роль играют релятивистские эффекты. В частности, геодезическая прецессия смещает ось вращения радиопульсара, в результате чего пучок радиоизлучения, идущий вдоль его магнитной оси и на момент открытия доходивший до Солнечной системы, к 2010 году сместился таким образом, что земные радиотелескопы уже не фиксировали его.

## Обнаружение и описание
Пульсар был обнаружен в 2004 году при анализе радионаблюдений, которые велись в обсерватории Аресибо в Пуэрто-Рико с использованием системы Arecibo L-band Feed Array (ALFA) на частотах 1,2-1,7 ГГц. Данные, анализ которых привёл к открытию пульсара, были набраны 27 сентября 2004 года. Свидетельства существования пульсара затем были обнаружены при ретроспективном анализе наблюдений этого участка неба, полученных ещё 3 августа 1998 года по программе Parkes Millibeam Pulsar Survey. Объявление об открытии было сделано в 2005 году и опубликовано в 2006 году.
В результате сопоставления данных, полученных в течение пяти лет наблюдений пульсара (с 2005 до конца 2009 года, то есть в течение временного промежутка, охватывающего более миллиарда оборотов PSR J1906+0746 вокруг своей оси) в крупнейших обсерваториях — Нанси (Франция), Лавелл (Великобритания), Грин-Бэнк (США), Вестерброка (Нидерланды) было записано несколько десятков тысяч циклов с измерением времени прихода пульсарного импульса. Было показано, что данная система, сформировавшаяся после взрыва сверхновой, состоит либо из двух нейтронных звёзд, либо вторым компонентом является белый карлик. Период обращения компонентов вокруг общего центра масс составляет 0,16599304686(11) суток (или 3,9838331246 часа), они движутся по орбите с эксцентриситетом, равным 0,0852996(6) — наименьшим среди всех пар, в состав которых входят нейтронные звёзды. Скорость релятивистского поворота линии апсид составляет 7,5841(5) градуса в год, занимая второе место среди всех когда-либо наблюдавшихся релятивистских пар.
Пульсар, вращающийся вокруг своей оси с периодом 144,1 миллисекунды, излучает радиоволны вдоль своей магнитной оси, наклонённой к его оси вращения; в результате земной наблюдатель видит периодические вспышки радиоизлучения. Характерный возраст пульсара составляет около 112 тысяч лет, наименьший среди всех известных двойных пульсаров на момент его открытия. Однако эта величина является формальной, она представляет собой экстраполяцию измеренной в настоящий момент скорости замедления пульсара. В действительности возраст системы, по-видимому, отличается от указанного.
Ожидается, что из-за потери энергии системой ввиду излучения гравитационных волн обе звезды системы сольются примерно через 300 млн лет.
Расчёты показывают, что подобные системы появляются в Галактике в среднем около 60 раз за 1 млн лет, вследствие чего пульсар может являться самым молодым из найденных. В некоторых научно-популярных публикациях ошибочно указано, что он входит в шаровое звёздное скопление Terzan 5 в созвездии Стрельца, однако в действительности эти объекты находятся в разных направлениях, на небе их разделяет угловое расстояние около 38 градусов. Среди двойных пульсаров PSR J1906+0746 имеет второй кратчайший орбитальный период из известных после PSR J0737−3039. Масса пульсара составляет 1,291(11) M⊙, звезды-компаньона — 1,322(11) M⊙. Система подобна другим наблюдаемым релятивистским двойным системам, будучи похожей как на системы из двух нейтронных звёзд, так и на системы из нейтронной звезды и белого карлика (например, похожей является пара, состоящая из молодого пульсара J1906+0746 и белого карлика). Период вращения пульсара увеличивается со скоростью примерно 2×10−14 секунды в секунду. Орбитальный период системы уменьшается со скоростью 0,56(3)×10−12 секунды в секунду, что вызвано излучением гравитационных волн и полностью согласуется с предсказаниями общей теории относительности (0,56498(15)×10−12 секунды в секунду).
Расстояние до пульсара, определённое с помощью меры дисперсии, составляет 5,40+0,56
−0,60 кпк. Расстояние, измеренное по методу поглощения в линиях нейтрального водорода, равно 7,4+2,5
−1,4 кпк.
Поверхностное магнитное поле на пульсаре составляет 1,73 × 1012 Гс.
Рентгеновские наблюдения на орбитальном телескопе «Чандра» не зафиксировали от пульсара излучение в диапазоне 0,5—8 кэВ. Из этого следует, что тепловая болометрическая светимость пульсара не превосходит 1032 эрг/с. Это наименьшая светимость среди всех радиопульсаров с подобной скоростью убывания вращательного момента. Кроме того, обнаружена структура, напоминающая наклонённое кольцо, центрированное на пульсаре, с угловым радиусом 1,6 минуты дуги; её светимость в диапазоне 0,5—8 кэВ составляет 1,2 × 1032 эрг/с, около 0,045 % от общей скорости потери энергии пульсаром.

## Уход радиолуча
Согласно общей теории относительности, нейтронные звезды (как и вообще любой вращающийся вокруг своей оси объект) должны испытывать прецессию (постепенный поворот оси вращения, как у раскрученного детского волчка), проходя сквозь глубокую гравитационную потенциальную яму, образуемую звездой-компаньоном. Этот релятивистский эффект, возникающий в искривлённом пространстве-времени, носит название геодезической прецессии; он наблюдался как в других двойных пульсарах (J0737−3039B; J1141−6545; B1534+12; B1913+16), так и — в значительно меньших масштабах — в движении гироскопов в спутниковой миссии Gravity Probe B на околоземной орбите. Вследствие геодезической прецессии за год ось вращения пульсара смещается на 2,2 градуса. С 2005 до 2009 года лучи пульсара с обоих полюсов попадали на Землю. В 1998 и после 2009-го попадал только один луч. Начиная примерно с 2010 года ушёл и он, в результате чего пульсар перестал наблюдаться земными радиотелескопами. Общий радиопоток от пульсара с 2006 до 2009 года уменьшился с 0,8 до 0,2 мЯн. Возможность ухода пучка с направления на Землю вследствие геодезической прецессии была отмечена ещё в 2006 году, в первой работе, посвящённой открытию этого пульсара.
Однако геодезическая прецессия продолжается и пульсар может вновь стать видимым для Земли около 2170 года. Джоэри ван Лювен заметил, что в результате «огромного взаимного гравитационного притяжения ось вращения пульсара вращается так быстро, что пучки излучения перестали попадать на Землю. Пульсар стал невидимым даже для самых больших телескопов. Это первый случай „исчезновения“ такого молодого пульсара в результате прецессии. К счастью, ожидается, что прецессия возвратит пульсар назад в поле зрения, но на это может уйти не менее 160 лет».
6 ноября 2014 года в архиве препринтов Корнеллского университета, а 8 января 2015 года в The Astrophysical Journal была опубликована новая работа с результатами исследований пульсара. В тот же день (8 января 2015 года) результат был представлен на 225-й встрече Американского астрономического общества в Сиэтле. В работе сообщается, что гравитационная геодезическая прецессия привела к уходу радиопучка пульсара за пределы досягаемости земных телескопов.